# Apollo-Sojuz-testprogrammet
Apollo-Sojuz-testprogrammet var en bemandet rumflyvning som USA og Sovjetunionen gennemførte i fællesskab i juli 1975, hvorunder et amerikansk Apollo-rumfartøj og et sovjetisk Sojuz-rumfartøj mødtes i en fælles omløbsbane om Jorden, og sammenkobledes så mandskaberne på de to fartøjer kunne besøge hinanden.
Selv om der blev foretaget en række videnskabelige eksperimenter (herunder brug af den runde Apollo-kapsel som koronagraf til udforskning af Solens korona), havde flyvningen først og fremmest en symbolsk betydning, og betragtes af mange som slutningen på rumkapløbet mellem de to nationer.

## Mandskaber
Apollo-fartøjerne, inklusiv det der indgik i Apollo-Sojuz-testprogrammet, var bemandet med tre astronauter, mens den anvendte Sojuz havde 2 kosmonauter om bord.

### Apollo-mandskabet
Den tre mand store Apollo-besætning bestod af Thomas Stafford som kaptajn, Vance Brand som Apollo-kommandomodulets pilot, og Deke Slayton som pilot for det særlige sammenkoblings-modul som Apollo medførte. Sammenkoblingsmodulet kunne slet ikke manøvreres, så Slaytons Docking Module Pilot-titel skyldtes at astronauternes store ego'er forbød logiske titler som 2.- og 3.-pilot. Mens Stafford var en "veteran" med tre tidligere rumflyvninger, var denne flyvning både Brands og Slaytons første. Sidstnævnte var en af de oprindelige syv astronauter der blev udpeget i forbindelse med Mercury, men blev kort efter suspenderet på grund af uregelmæssig hjerterytme.
Apollos reservemandskab bestod af Alan Bean som kaptajn, Ronald Evans som kommandomodul-pilot, og Jack Lousma som pilot for sammenkoblingsmodulet.

### Sojuz-mandskabet
Sojuz medførte kosmonauterne Aleksej Leonov og Valerij Kubasov, som begge havde været på én tidligere rumflyvning. Reservemandskabet bestod af Anatolij Filiptjenko og Nikolaj Rukavisjnikov.

## Sammenkoblingsmodulet
Både Apollo- og Sojuz-fartøjerne har porte for sammenkobling med andre rumfartøjer, hvis disse vel at mærke har en tilsvarende port. Og da Apollo og Sojuz ikke var "skabt for hinanden", passede deres sammenkoblingsporte heller ikke sammen. Dette klaredes ved, at Apollo medførte et særligt sammenkoblingsmodul; en kort "tunnel" forsynet med porte der passede til Apollo i den ene ende, og Sojuz i den anden. Dette modul befandt sig under opsendelsen i toppen af SIVB andettrinnet på den Saturn IB-raket der sendte Apollo i kredsløb – svarende til den måde at Apollo-månemissionernes månelandingsmodul havde været opbevaret i toppen af SIVB tredjetrinnet på Saturn V-raketten.

## Flyvningen
De to rumfartøjer startede fra Jorden den 15. juli 1975 med syv en halv times mellemrum, sådan at begge fartøjer endte i en bane der hældte knap 52 grader i forhold til Jordens ækvator. Begge fartøjer skulle i løbet af de følgende godt to døgn foretage en serie manøvrer med henblik på at få fartøjerne til at mødes på et forudbestemt sted over "dagsiden" af Jorden. Dertil skulle Apollo-fartøjet efter frigørelsen fra rakettens øverste trin vende rundt, og med sammenkoblingsporten i Apollos forreste, spidse ende forbinde sig med dockingmodulet, der stadig sad for enden af rakettrinnet, og derefter trække modulet fri.
Den 17. juli 1975 klokken 16:19 UTC sammenkobledes de to fartøjer, og tre timer senere udvekslede Stafford og Leonov, cheferne for de respektive hold, håndtryk gennem den åbne luge på Sojuz-fartøjet. Fartøjerne forblev samlet i 44 timer, hvorunder de to hold udvekslede flag og gaver, herunder frø af træarter, som siden blev sået i de respektive lande. Mandskaberne besøgte hinandens fartøjer, udførte forskellige videnskabelige eksperimenter sammen, spiste sammen, og konverserede på både engelsk og russisk – om end Leonov fandt Staffords russiske påfaldende og senere spøgte med at der også taltes et tredje sprog om bord; "Oklahomski".
Efter denne første sammenkobling skiltes fartøjerne, og skiftedes til at være den "aktive part" i flere sammenkoblingsmanøvrer. Mens fartøjerne var adskilte, benyttede man Apollos runde facon til lige akkurat at "dække" for solskiven, set fra Sojuz' synspunkt, og på den måde skabe en "kunstig solformørkelse". Inden deres veje skiltes, foretog fartøjerne en sidste, kortvarig sammenkobling.
Efter mødet forblev fartøjerne endnu en tid i rummet; Apollo noterede i alt 9 dages flyvning, og Sojuz fem dage. Russerne benyttede lejligheden til yderligere udforskning af Jorden.

## Apollos dramatiske hjemtur
Den eneste alvorlige hændelse under Apollo-Sojuz-testprogrammet indtraf under Apollos genindtræden i Jordens atmosfære: Under forberedelserne til denne del af turen havde man ved en fejl efterladt det system af små raketmotorer man bruger til at styre fartøjet med i rummet, aktivt. Det bevirkede at der sivede uforbrændt brændstof ud af disse små raketmotorer, og da Apollo-kapslen under den sidste del af nedstigningen gennem atmosfæren lader luften udenfor trænge ind for at udligne trykforskellen, blev dette giftige brændstof suget ind i kabinen: Brand mistede kortvarigt bevidstheden, og Slayton meddelte at han fik kvalme af det.